# How Come
«How Come» es una canción lanzada el 2004 por el grupo de rap D12. Es el segundo sencillo de su segundo álbum D12 World. La canción es acerca de la controversia entre D12 y Royce Da 5'9" y cómo fueron, no en el momento, hablando el uno al otro. Sin embargo Royce Da 5'9" ha declarado que cree que este tema no es referido a él. La canción fue certificado con disco de oro por la RIAA.

## Video musical
El video muestra a los miembros de D12 luchando con Eminem en el estudio de Shady Records. Muestra una cepa detallada sobre las relaciones de los miembros. Discuten cómo Eminem alcanzó el estrellato, sin poder llegar a un acuerdo. La envidia a Eminem, aunque el cree que no hay nada que envidiarle, y la canción termina, con los miembros descontentos.
En el segundo verso de la canción de Kon Artis habla de un momento en el que afirma haber visto engañando a su novia con Eminem.
En este video se puede apreciar el color original del cabello de Eminem(castaño oscuro).

## Posición en las listas
| Lista (2004)                         | Mejor posición |
| ------------------------------------ | -------------- |
| Australian Singles Chart             | 1              |
| Austrian Singles Chart               | 1              |
| Belgian Singles Chart (Flanders)     | 15             |
| Belgian Singles Chart (Wallonia)     | 26             |
| Denmark Singles Chart                | 5              |
| Finnish Singles Chart                | 16             |
| French Singles Chart                 | 23             |
| German Singles Chart                 | 15             |
| Irish Singles Chart                  | 4              |
| Italian Singles Chart                | 19             |
| Netherlands Singles Chart            | 7              |
| New Zealand Singles Chart            | 6              |
| Norwegian Singles Chart              | 10             |
| Swedish Singles Chart                | 42             |
| Swiss Singles Chart                  | 17             |
| UK Singles Chart                     | 4              |
| U.S. Billboard Hot 100               | 27             |
| U.S. Billboard Hot R&B/Hip-Hop Songs | 68             |
| U.S. Billboard Hot Rap Tracks        | 18             |

## Varios
Un cover fue interpretado por la banda de rock inglés Embrace de la BBC Radio 1 en el show Live Lounge. Esta versión se acorta a la parte y el verso de Eminem , el de Kon Artis y el de Proof. La canción fue posteriormente lanzada como un lado B de su sencillo "Ashes y en su b-side álbum Dry Kids: B-Sides 1997–2005. Cuando el vídeo se reproduce en esta canción, a menudo se une a una versión más corta de la canción de D12, "Git Up".